# Blanka Pěničková
Blanka Pěničková (* 11. dubna 1980 Jablonec nad Nisou) je bývalá česká fotbalistka a fotbalová trenérka.
S fotbalem začínala v žákovských kategoriích v Železném Brodě a Zásadě. Poté hrála první ženskou ligu za FK Jablonec. Od roku 1997 nastupovala za českou dívčí reprezentaci do 19 let. V roce 1998 přestoupila do pražské Slavie. Ve Slavii, kde byla dlouholetou kapitánkou, hrála až do roku 2019 s výjimkou sezóny 2005/06, kdy nastupovala v italské ženské Serii A za klub UPC Tavagnacco. Se Slavií vyhrála celkem 6× českou ligu, 2× český pohár a zahrála si i v ženské lize mistrů. V sezónách 2015/16 a 2016/17 byla zvolena osobností ligy. V letech 1999–2009 nastupovala pravidelně v české ženské reprezentaci, v níž debutovala v přátelském utkání 25. dubna 1999 proti Rakousku. Celkem odehrála v mládežnických kategoriích a dospělé reprezentaci 43 utkání a vstřelila 7 branek.

Po skončení hráčské kariéry v létě roku 2019 působí na pozici asistentky trenéra v klubu SK Slavia Praha.